# Veganisme

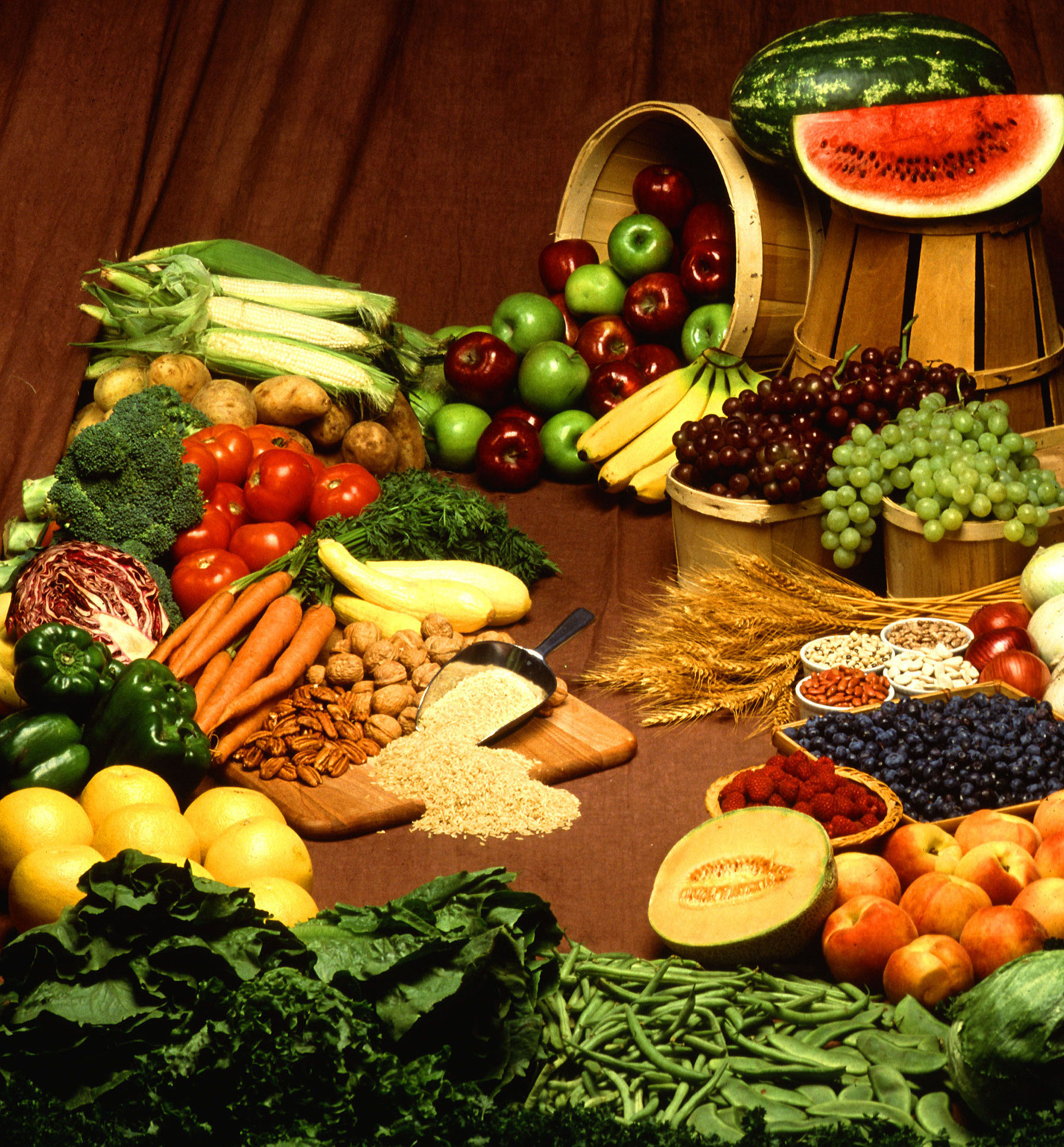
Fruit, groenten, noten, granen en peulvruchten kunnen belangrijke elementen zijn van veganistische voeding

Veganisme is een levenswijze waarin gestreefd wordt naar het volledig vermijden van het gebruik van dieren. Iemand die leeft volgens het veganisme heet veganist of vegan. Producten of diensten die passen binnen het veganisme worden veganistisch of vegan genoemd. 

## Etymologie en geschiedenis
De term veganisme is het Nederlandstalige equivalent van het Engelse woord "veganism". Dit is afgeleid van de term "vegan" die in 1944 werd voorgesteld door Donald Watson, oprichter van The Vegan Society. De Nederlandse Vereniging voor Veganisme definieert veganisme als "een levenswijze waarbij wordt afgezien van alle gebruik van en wreedheid naar dieren." 

## Levenswijze
Veganisme is een levenswijze op het gebied van voeding en kleding.
Op het gebied van voeding consumeren veganisten geen dierlijke producten als vlees en gelatine alsmede door dieren voortgebrachte producten zoals zuivel, eieren en honing. Op het gebied van kleding wordt het gebruik van materialen waarvoor een dier gedood moet worden (zoals leer, bont, dons, zijde en ivoor) vermeden. Materialen die verkregen kunnen worden zonder dat het dier gedood hoeft te worden (zoals wol) worden eveneens afgewezen, omdat ook hiervoor dieren gebruikt worden.
Veganisme heeft ook invloed op keuzes voor bijvoorbeeld vervoermiddelen, werkkrachten, sportattributen, amusementsattracties en huisdieren. In al deze gevallen wordt het gebruik van dieren door veganisten in principe afgewezen. Bij de keuze voor consumentenartikelen (in het bijzonder cosmetica) is het essentieel dat producten vrij zijn van dierlijke ingrediënten, en niet zijn getest op dieren.
Veganisme stelt zich voor als een streven – "voor zover mogelijk en in de praktijk uitvoerbaar". Naleving van de beoogde principes wordt beperkt door de praktische toepasbaarheid in de maatschappij. Het gebruik van medicatie, vanwege de afwijzing van dierproeven, is bijvoorbeeld omstreden, aangezien alle medicijnen eerst getest moeten worden op dieren.

## Beoogde effecten van veganisme
- Dierenwelzijn: Het gaat hierbij om bezwaren tegen toegebracht leed en schade aan dieren bij de vervaardiging van dierlijke producten, evenals het vermijden van speciësisme.
- Gezondheid: Zie plantaardig dieet -gezondheid.
- Wereldvoedselprobleem: Hierbij wordt aangenomen dat er sprake is van voedselschaarste doordat veeteelt naar verhouding veel landbouwgrond in gebruik neemt. Bij vervanging van dierlijke producten door plantaardige producten met gelijke voedingswaarde is in de regel minder landbouwgrond nodig, afhankelijk van het product. Voor dierlijk voedsel is ook veel meer water nodig[5] dan voor plantaardig voedsel.[6][7] Dierlijke voeding heeft volgens deze redenatie dus een grotere ecologische voetafdruk dan plantaardige voeding.[8][9][10][11]
- Zorg voor het milieu: De keuze voor een veganistisch voedingspatroon kan een manier zijn om de klimaatverandering terug te dringen, aangezien veeteelt een van de grotere uitstoters van broeikasgassen is.[12][13][14] De uitstoot van broeikasgassen blijkt in sterkere mate afkomstig van de veestapel dan van het verkeer.[8][15][16][17]

### Veganisme in religie
Enkele godsdiensten hebben verwantschap aan het veganisme.
Het boeddhisme predikt om al wat leeft zo voorkomend mogelijk te behandelen. Een consequente naleving hiervan betekent onder andere een veganistische houding ten opzichte van dieren. Ongeveer hetzelfde is het geval bij het jaïnisme uit India. Volgens een islamitische traditie zou de islamitische profeet Mohammed gezegd hebben dat wie goed is voor dieren, goed is voor zichzelf. Desondanks is veganisme onder moslims niet wijdverspreid. Ook in de Christelijke bijbel zijn teksten te vinden die door sommigen uitgelegd worden als onderbouwing van veganisme. Zo staat in Spreuken 12:10: "De rechtvaardige kent het leven van zijn beest; maar de barmhartigheden der goddelozen zijn wreed."

## Veganistisch voedingspatroon
Een veganistisch voedingspatroon is in brede zin gelijkend aan een plantaardig dieet, maar stelt ook ethische voorwaarden aan de plantaardige voeding. Een veganistisch voedingspatroon bestaat uit voeding waarbij geen dieren gebruikt zijn in het productieproces. Naast het lichaam van dieren (zoals vlees, gelatine of levertraan) en hun secreties (zoals zuivel, eieren, honing), sluit een veganistisch voedingspatroon ook dat uit waarvoor dieren zijn gebruikt (zoals producten gemaakt met behulp van dierlijke stoffen dierlijk stremsel, of die gevonden zijn met behulp van dieren zoals truffels). Meestal worden dierlijke voedingsmiddelen vervangen door plantaardige alternatieven, zoals melkvervangers, tofoe of egg-replacerpoeder.

## Bekende veganisten

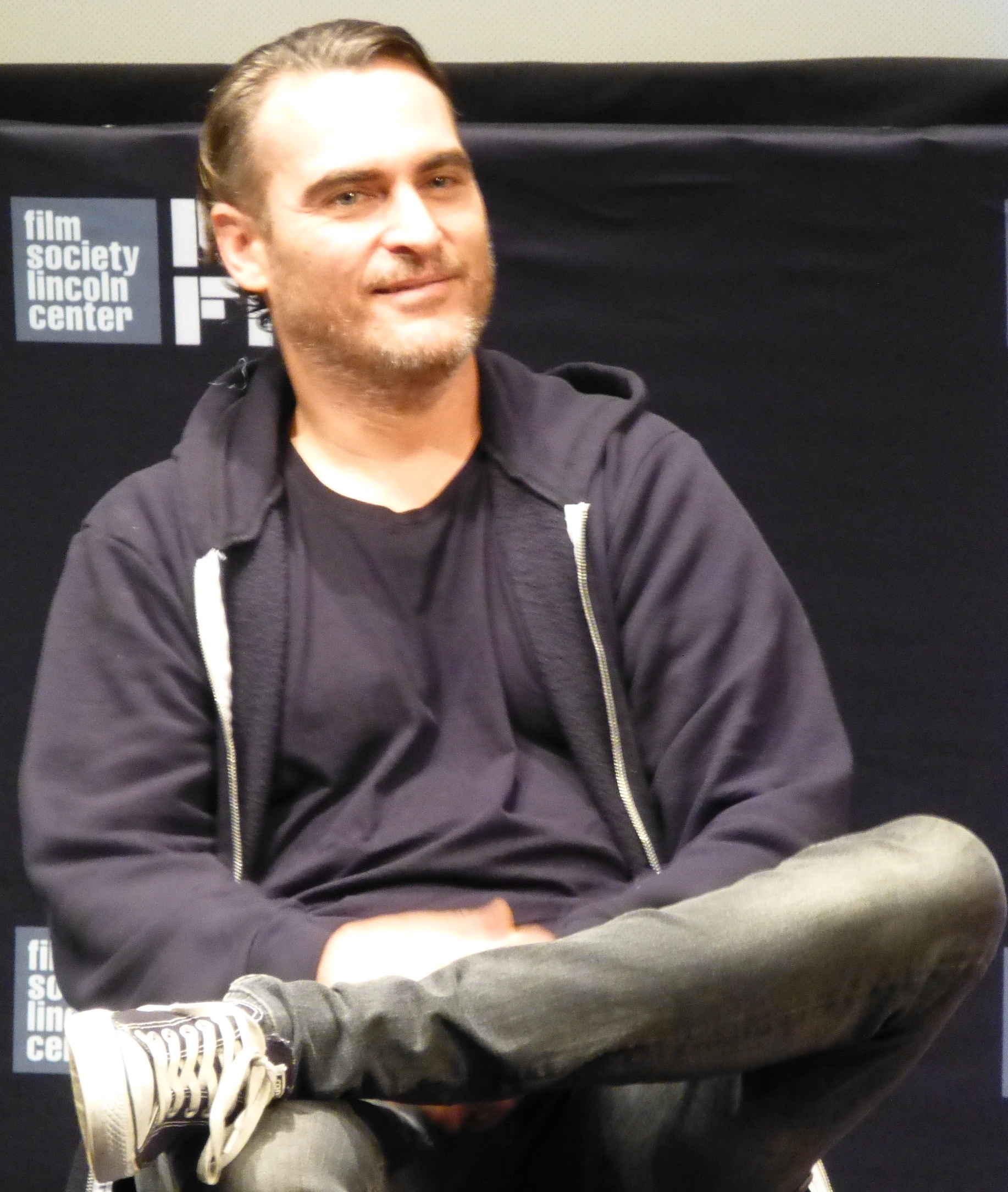
Acteur en veganist Joaquin Phoenix.

Internationaal bekende veganisten zijn onder anderen: Al Gore, Paul Watson, Venus Williams, Moby, Mayim Bialik, Michelle Pfeiffer, Alicia Silverstone, Woody Harrelson, Joaquin Phoenix, Bryan Adams, Carl Lewis, Lewis Hamilton, Donald Watson, Craig Ferguson, Boy George, Gabrielle Aplin, Clémentine Delauney en Lenny Kravitz. Tennisster Venus Williams kon door een plantaardig dieet haar vermoeidheid te boven komen en haar auto-immuunziekte beter hanteren.

### Nederland en België
Een vereniging voor het bevorderen van het veganisme in Nederland is de Nederlandse Vereniging voor Veganisme. In België is dat de veganismevereniging BE Vegan.
In Nederland staan Famke Janssen, Marianne Thieme, Esther Ouwehand, Nick Schilder, Miro Kloosterman, Sanne Vogel, Josje Huisman, Eva Meijer, Floris van den Berg, Milouska Meulens, Teske de Schepper en Volkert van der Graaf bekend als veganist.

## Demografie
- Europese Unie:
  -  Nederland: In 1996 bleek uit onderzoek dat er ongeveer 16.000 veganisten (0,1%) waren in Nederland.[25][26] November 2020 was dit volgens een onderzoek van De Nederlandse Vegetariërsbond ongeveer 261.000 (1,5% van de bevolking).[27]
  -  België: Volgens de vereniging Ethisch Vegetarisch Alternatief (EVA) zou in 2018 zo'n 1 procent van de Belgen veganist zijn.[28]
  -  Duitsland: In 2019 was naar schatting 0,95% van de bevolking veganist.[29]
  -  Frankrijk: Uit een steekproef van Harris Interactive uit 2017 bleek minder dan 2% van de Fransen veganist te zijn; samen met vegetariërs waren ze 5% van de Franse bevolking.[30]
  -  Oostenrijk: In 2013 meldde dagblad Kurier dat 0,5% van Oostenrijk veganisme praktiseerde en in de hoofdstad Wenen 0,7%.[31] In 2017 werd het aantal veganisten op 80.000 geschat (1% van de bevolking).[32]
  -  Spanje: Uit een onderzoek van het adviesbureau Lantern, gedaan in 2017, bleek 0,2% (93.000 mensen) van de Spanjaarden veganist.[33]
  -  Zweden: 4% zei veganist te zijn in een enquête van Demoskop uit 2014 onder 1000 mensen van 15 jaar en ouder.[34]
- Zwitserland: Marktonderzoeksbureau DemoSCOPE schatte in 2017 het aantal veganisten op zo'n 3% van de bevolking.[35]
- Israël: In 2018 was 5,2% van de bevolking in Israël veganist.[36]
- Verenigd Koninkrijk: Volgens The Independent waren er 100.000 veganisten (0,17%) in 1993.[37] In 2019 schatte The Vegan Society het aantal op 600.000 (1,16%).[38]
- Verenigde Staten: Volgens onderzoek van GlobalData was in 2019 6% van de bevolking in de Verenigde Staten veganist.[39]